# Jean (grand-duc de Luxembourg)
Pour les autres membres de la famille, voir Maison de Bourbon-Parme.
Pour les articles homonymes, voir Jean et Jean de Luxembourg.
Jean, né le 5 janvier 1921 au château de Colmar-Berg et mort le 23 avril 2019 à Luxembourg, est le huitième grand-duc de Luxembourg de 1964 à 2000.
Le grand-duc Jean est le neveu du dernier empereur d'Autriche et roi de Hongrie, Charles Ier, ainsi que le cousin du tsar Boris III de Bulgarie, de la reine Anne de Roumanie et du prétendant carliste au trône d’Espagne Charles-Hugues de Bourbon-Parme. Il est en outre l'oncle par mariage de l'actuel roi des Belges, Philippe.

## Premières années

### Naissance et famille

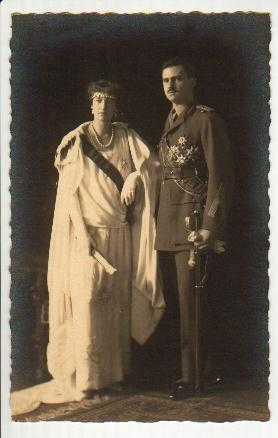
Les parents de Jean en 1919.

Fils aîné de la grande-duchesse Charlotte et du prince Félix de Bourbon-Parme, le futur grand-duc voit le jour le 5 janvier 1921 au château de Colmar-Berg dans le centre du Luxembourg. Il est né deux ans seulement après l'accession de sa mère en 1919, après que sa sœur aînée, la grande-duchesse Marie-Adélaïde, a dû abdiquer, accusée d'être pro-allemande pendant la Première Guerre mondiale. Aîné de la grande-duchesse régnante, il est l'héritier du trône dès sa naissance. Le jeune prince, de son nom de baptême Jean Benoît Guillaume Robert Antoine Louis Marie Adolphe Marc d'Aviano, a pour parrain le pape Benoît XV, dont il tire son deuxième nom.

### Enfance et jeunesse
L'enfant grandit aux côtés de son frère et quatre sœurs, pour la plupart du temps à la résidence de ses parents au château de Colmar-Berg. Il fréquente l'école primaire au Luxembourg, où il poursuit aussi le cycle initial de l'enseignement secondaire. De 1934 à 1938, il termine son enseignement secondaire à l'Ampleforth College, un internat catholique dans le Yorkshire au Royaume-Uni. Le 5 janvier 1939, jour de ses 18 ans, le prince Jean atteint sa majorité et reçoit officiellement le titre de grand-duc héritier de Luxembourg.

### Seconde Guerre mondiale et après-guerre

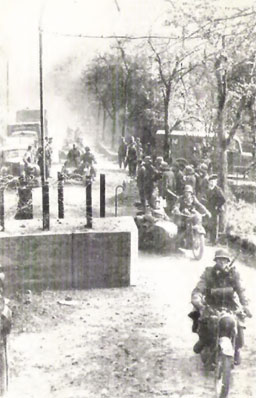
Des troupes allemandes franchissent la frontière luxembourgeoise le 10 05 1940.

Quelques mois plus tard éclate la Seconde Guerre mondiale. Même si le pays se déclare neutre et non armé, les Luxembourgeois savent par expérience que la neutralité de leur pays ne les protégera pas nécessairement. Le 10 mai 1940, le Luxembourg est envahi par l'armée allemande. La nuit précédente, prévenue de l'invasion imminente, la famille grand-ducale s'est enfuie avec le gouvernement du Luxembourg, et le prince Jean suit sa mère qui évacue le pays sous la protection de l'armée française. Son exil, qui débuta à Paris, le mènera via le Portugal en Amérique du Nord, où il étudia à l'Université Laval à Québec. En 1942, le grand-duc héritier part avec son père pour le Royaume-Uni, où il rejoint l'armée britannique comme volontaire dans les Irish Guards, dont il fut fait lieutenant en 1943, puis capitaine en 1944.
À cette date, sa tante maternelle, Antonia de Luxembourg, épouse du prince royal Rupprecht de Bavière, et sa famille sont internés dans un camp de concentration nazi. À l'instar de ses voisins, les départements français de la Moselle, du Bas-Rhin et du Haut-Rhin, le Luxembourg a été annexé par le Troisième Reich en 1942.

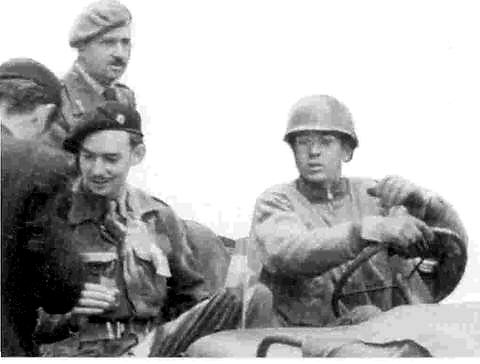
Le prince Jean et son père, le prince Felix à la libération de la ville de Luxembourg en 1944.

Cinq jours après le Jour J, le 11 juin 1944, le prince Jean débarque en Normandie, près de Bayeux et prend part à la bataille de Caen puis à la libération de Bruxelles. Le 10 septembre 1944, il prend part à la libération de sa capitale Luxembourg.
De 1951 à 1961, le grand-duc héritier Jean est membre du Conseil d'État, ce qui lui permet d'être associé à la vie politique du pays.
Il a par ailleurs été considéré par les légitimistes français dans l’ordre de succession au trône de France du fait de l’appartenance de son père le prince Félix, à la maison capétienne de Bourbon.

### Mariage et descendance

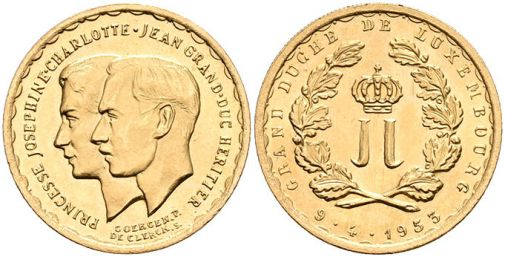
Médaille frappée à l'occasion du mariage du grand-duc héritier avec la princesse Joséphine-Charlotte de Belgique en 1953.

En octobre 1952, le Grand-Duc héréditaire se fiance officiellement avec la princesse Joséphine-Charlotte de Belgique, fille du roi Léopold III des Belges et de sa première épouse la reine Astrid, née Astrid de Suède. Les noces sont célébrées le 9 avril 1953 en la cathédrale Notre-Dame de Luxembourg.
Les nouveaux mariés s'installent au château de Betzdorf à Betzdorf dans l'est du Grand-Duché, où naissent leurs cinq enfants, bénéficiant du traitement d'altesse royale :
- la princesse Marie-Astrid (née le 17 février 1954), épouse en 1982 Carl-Christian de Habsbourg-Lorraine, archiduc d'Autriche (né en 1954) ;
- le prince Henri (né le 16 avril 1955), actuel grand-duc de Luxembourg, épouse en 1981 Maria Teresa Mestre (née en 1956) ;
- le prince Jean (né le 15 mai 1957), renonce à ses droits et épouse en 1987 Hélène Vestur (née en 1957) dont il divorce en 2004 ; le 18 mars 2009, il se remarie avec Diane de Guerre ;
- la princesse Margaretha, sa jumelle (née le 15 mai 1957), épouse en 1982 le prince Nikolaus de Liechtenstein (né en 1947) ;
- le prince Guillaume (né le 1er mai 1963), épouse en 1994 Sibilla Weiller.

## Grand-Duc de Luxembourg

### Accession au trône

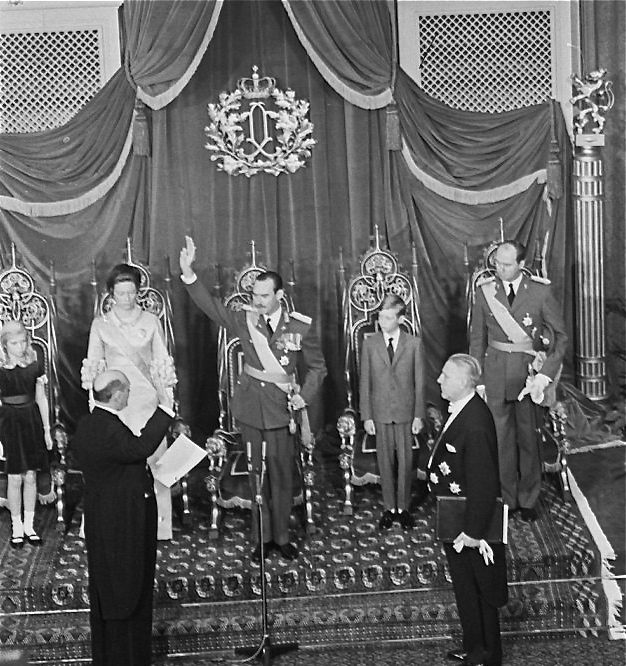
Le Grand-duc prêtant le serment constitutionnel devant la Chambre des députés, le 12 novembre 1964.

Nommé lieutenant-représentant le 28 avril 1961, Jean de Luxembourg succède à sa mère qui abdique le 12 novembre 1964 et devient le nouveau grand-duc de Luxembourg. Le même jour, le nouveau chef de l'État prête le serment constitutionnel devant la Chambre des députés de Luxembourg. Durant son règne, il ne commettra aucun faux pas et restera neutre au-dessus des partis politiques.

### Règne
Comme beaucoup de ses compatriotes, le grand-duc est un Européen convaincu. Il a reçu en leur nom en 1986 à Aix-la-Chapelle le prix international Charlemagne qui récompense chaque année une personnalité ou un pays pour sa contribution à la construction européenne.
Le grand-duc Jean est docteur honoris causa de l'université de Strasbourg (depuis 1957) et de l'université de Miami (depuis 1979). Il est aussi le président d'honneur du Comité olympique et sportif Luxembourgeois et de l'Union des mouvements de la Résistance luxembourgeoise. Le grand-duc Jean a été membre du Comité international olympique de 1946 à 1998. La reine Élisabeth II l'a nommé en 1984 colonel du régiment des Irish Guards, dans lequel il avait servi durant la Seconde Guerre mondiale.
Le grand-duc perd son père, le prince Félix de Bourbon-Parme en 1970 puis sa mère l'ex-grande-duchesse Charlotte de Luxembourg en 1985.
Lors des festivités organisées en 1989 pour les 25 ans de règne du grand-duc Jean, le Premier ministre Luxembourgeois Jacques Santer annonce la création d'un futur musée d'art moderne grand-duc Jean (appelé aussi Mudam). Il sera construit sur le plateau du Kirchberg à Luxembourg-Ville et inauguré dix-sept ans plus tard en juin 2006 par la famille grand-ducale.

### Voyages à l'étranger
Dans le domaine social, le grand-duc Jean a initié l'introduction du The Duke of Edinburgh's International Award au Luxembourg et est à l'origine de la création en 1993 de la Fondation du Mérite Jeunesse, qui met en œuvre ce programme au grand-duché et est placé sous le Haut Patronage du grand-duc Jean.
Au cours de leurs 36 ans de règne, le couple grand-ducal a effectué une trentaine de voyages d'État à l'étranger : Brésil en 1965, Pays-Bas et Belgique en 1967, Yougoslavie en 1971, Royaume-Uni en 1972, Tunisie et URSS en 1975, Roumanie en 1976, Sénégal, Allemagne (RFA) et Autriche en 1977, France en 1978, Chine en 1979, Italie en 1980, Irlande en 1982, Espagne en 1983, Portugal et États-Unis en 1984, Islande en 1986, Grèce et Israël en 1987, Danemark en 1988, Norvège et Hongrie en 1990, Suède en 1991, Pays-Bas en 1992, Pologne et Finlande en 1993, Tchéquie en 1994, Mexique en 1996, Belgique et Japon en 1999.

### Fin de règne et abdication

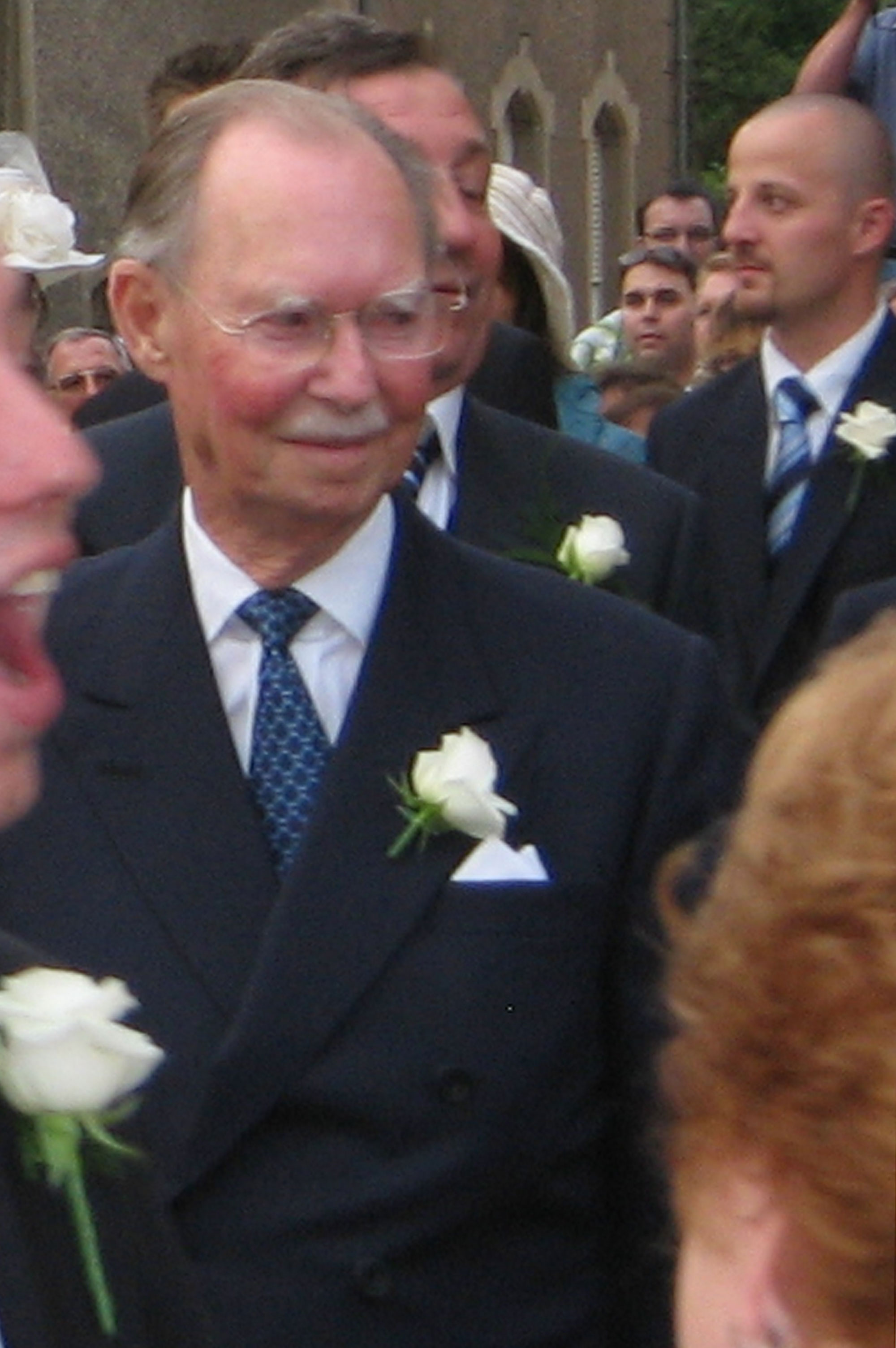
Le grand-duc Jean lors du mariage de son petit-fils Louis en 2006.

Après un règne prospère de 36 ans, le grand-duc Jean abdique le 7 octobre 2000 en faveur de son fils aîné, qui devient le grand-duc Henri. Avec son épouse la grande-duchesse Joséphine-Charlotte (décédée en janvier 2005), il quitte le château de Colmar-Berg pour s'installer au château de Fischbach. Le couple grand-ducal a 21 petits-enfants.

## L'après-pouvoir
En décembre 2002, lors d'une cérémonie au centre militaire de Diekirch et en présence de la famille grand-ducale et des autorités du pays, le grand-duc Henri décerne à son père la médaille militaire, la plus haute décoration militaire luxembourgeoise, pour sa participation à la Seconde Guerre mondiale.
En 2004, son oncle paternel par alliance, l'empereur Charles Ier d'Autriche, époux de la princesse Zita de Parme, décédé prématurément en 1922, est béatifié par le pape Jean-Paul II.

### Dernières années
Le 12 mars 2006, le grand-duc Jean devient arrière-grand-père pour la première fois lors de la naissance à Genève de Gabriel de Nassau, fils du prince Louis de Luxembourg (19 ans) et de sa compagne Tessy Anthony (20 ans), qui se marient en septembre suivant.
Jusqu'à la fin de sa vie, le grand-duc Jean continue de soutenir la Fondation du Mérite Jeunesse, dont il est à l'origine et à qui il accorde son Haut Patronage. Une de ses dernières apparitions publiques en mars 2019 est pour une activité de cette fondation qui est présidée par son fils le prince Guillaume.

### Mort et inhumation
Il meurt le 23 avril 2019, âgé de 98 ans, des suites d'une infection pulmonaire. Il est inhumé dans la crypte de la cathédrale Notre-Dame de Luxembourg le 4 mai 2019.

## Décorations
- Médaille militaire (Luxembourg) (décernée en décembre 2002 à la Caserne grand-duc Jean à Diekirch)
- Croix de guerre (Luxembourg) avec palme
- Croix de guerre 1940-1945 avec palme ( Belgique)
- Croix de guerre 1939–1945, palme de bronze ( France)
- Oorlogsherinneringskruis ( Pays-Bas)
- Silver Star Medal ( États-Unis)
- 1939-1945 Star ( Royaume-Uni)
- ] France and Germany Star (Royaume-Uni)
- Defence Medal 1939-1945 (Royaume-Uni)
- War Medal 1939-1945 (Royaume-Uni)
- Chevalier étranger de l'ordre de la Jarretière (Royaume-Uni)
- Grand-Collier de l'ordre de l'Infant Dom Henrique ( Portugal) (1985)
- Chevalier de l'ordre de l'Éperon d'or ( Vatican)

## Titulature
- 5 janvier 1921 – 5 janvier 1939 : Son Altesse Royale le prince Jean de Luxembourg, prince de Nassau, prince de Bourbon-Parme (naissance) ;
- 5 janvier 1939 – 12 novembre 1964 : Son Altesse Royale le grand-duc héritier de Luxembourg, duc héritier de Nassau et prince de Bourbon-Parme ;
- 12 novembre 1964 – 7 octobre 2000 : Son Altesse Royale le grand-duc de Luxembourg, duc de Nassau, prince de Bourbon-Parme ;
- 7 octobre 2000 - 23 avril 2019 : Son Altesse Royale le grand-duc Jean de Luxembourg, prince de Nassau, prince de Bourbon-Parme.

La titulature complète du grand-duc de Luxembourg est : grand-duc de Luxembourg, duc de Nassau, prince de Bourbon-Parme, comte palatin du Rhin, de Sayn, de Königstein, de Katzenelnbogen et Diez, vicomte de Hammerstein, seigneur de Mahlberg, de Wiesbaden, d'Idstein, de Merenberg, de Limburg et Eppstein, chevalier de Namur.

## Armoiries
Ci-dessous l'évolution des armoiries du grand-duc Jean avant de devenir souverain de Luxembourg (1939-1964).

Armoiries du prince Jean (1939-1953).
Armoiries du prince Jean (1953-1964)[7].
Armoiries du grand-duc Jean (1964-2019).